# Lycée Jaan Poska (Tartu)

Le lycée Jaan Poska (en estonien : Tartu Jaan Poska Gümnaasium) est un lycée de  Tartu en Estonie.

## Présentation
La fondation du lycée a été décidée par le conseil municipal de Tartu en avril 2011.
L'école porte le nom du grand homme estonien Jaan Poska et elle est située dans le batiment historique Tartu Rahu (maison de la paix) où a ete signé le Traité de Tartu a l'adresse Vanemuise tänav 35.
À la rentrée 2022-2023, le lycée Tartu Jaan Poska compte 545 élèves et 33 enseignants.
Le lycée Jaan Poska a deux écoles partenaires : le Gymnasium Herderschule à Lunebourg en Allemagne et le Lycée n°4 de Ningbo en Chine.

## Organisation des études
Au lycée Jaan Poska, les étudiants peuvent construire leur propre programme par le biais de cours au choix, il n'y a donc pas de direction des études traditionnelle.
L'école propose environ 140 cours parmi lesquels l'élève doit choisir au moins 19 cours. 
L'école propose des cours dispensés au lycée ainsi que la possibilité de participer à des cours à l'extérieur. 
Les cours au choix ont lieu à la fois dans le cadre d'études trimestrielles et de stages.
L’élève peut, entre-autres, étudier la psychologie, la logique, la philosophie, l'astrophysique, la programmation en Python et le français, l'espagnol, le finnois ou le japonais. 
Dans le cas des cours au choix, le lycée Jaan Poska coopère avec d'autres établissements d'enseignement estoniens, notamment avec l'Université de Tartu, Université de technologie de Tallinn et l'Université des sciences de la vie.
Avec l'école de musique de Tartu, un enseignement commun a été ouvert pour l'année académique 2017-2018, qui soutient les élèves qui étudient dans deux écoles.